# Athol Earl
Athol John Earl, detto Joe (Christchurch, 1º ottobre 1952), è un ex canottiere neozelandese.

## Palmarès
Olimpiadi
- 2 medaglie:
  - 1 oro (otto con a Monaco di Baviera 1972)
  - 1 bronzo (otto con a Montréal 1976)